# Yu-Ti
Yu-Ti es un personaje ficticio que aparece en los cómics estadounidenses publicados por Marvel Comics.

## Historial de publicaciones
El Señor Dragón Yu-Ti apareció por primera vez en Marvel Premiere # 15 (mayo de 1974), y fue creado por Roy Thomas y Gil Kane. Posteriormente, el personaje aparece en Deadly Hands of Kung Fu # 10 (marzo de 1975), Marvel Premiere # 22 (junio de 1975), Master of Kung Fu Annual # 1 (1976), Deadly Hands of Kung Fu # 21 (febrero de 1976), Iron Fist # 6-7 (agosto-septiembre de 1976), Marvel Team-Up # 64 (diciembre de 1977), Power Man y Iron Fist # 74-75 (octubre-noviembre de 1981) e Immortal Iron Fist # 4-8 (mayo-octubre de 2007) y # 10-14 (diciembre de 2007 a junio de 2008).

## Biografía ficticia
El Señor Yu-Ti Tuan y su hijo Nu-An habitaban en la brillante torre de K'un-L'un contemplando la paz de su reino y observando las otras dimensiones a través del Gran Cristal esmeralda. Lord Tuan y Nu-An vagaron fuera de la ciudad donde se encuentran con Shou-Lao que se preparó para atacarlos. Wendell Rand de la Tierra llegó repentinamente a K'un-L'un y se llevó a Shou-Lao con un rifle.
Tuan adoptó a Wendell Rand en su casa como su hijo adoptivo. Nu-An estuvo presente como el nuevo Yu-Ti donde pone sus brazos alrededor de Wendell Rand mostrándole preferencia sobre Davos.
Wendell se enamoró de Shakirah / Shakiri y terminó casándose con ella (y engendrando una hija llamada Miranda Rand). Esto terminó ganando a Wendell la enemistad del futuro Yu-Ti, quien también estaba enamorado de Shakirah.
Nu-An ayudó a Wendell a preparar su uniforme mientras se preparaba para el combate contra Davos por el derecho a desafiar a Shou-Lao. Nu-An se quedó en silencio mientras Davos acusó a Lord Tuan de favoritismo después de que declarara a Wendell ganador. Nu-An también se quedó en silencio mientras Lord Tuan desterró a Davos de K'un-L'un por desafiar a Shou-Lao sin su permiso.
Nu-An observó junto a Tu-An y Lei Kung mientras Wendell Rand se dirigía a luchar contra Shou-Lao.
Diez años después de que Wendell hubiera salvado a Lord Tuan y Nu-An, Wendell regresó a la Tierra mientras Nu-An observaba.
Como la Serpiente de Acero, Davos viajó a K'un-L'un en dos ocasiones distintas de su aparición cada diez años en la Tierra. En ambas ocasiones, Davos ha desafiado a Nu-An y ha perdido.
Cuando Lord Tuan murió y se convirtió en el primero entre los Reyes Yama de Feng-Tu, su hijo Nu-An se convirtió en el nuevo Yu-Ti.
Más tarde, Nu-An recibió a Danny Rand de 10 años en K'un-L'un, otorgándole una estadía gratificante y expresó su dolor por los padres de Danny. Cuando Nu-An le dijo a Danny que podía tener lo que quisiera, Danny le dijo a Nu-An que quería venganza. Nu-An le dijo a Danny que la venganza es lo único que no puede darle a Danny. Se ofreció a capacitar a Danny en las artes del Kung Fu.
Cuando un monje tibetano llegó a K'un-L'un, Nu-An le mostró a Danny Rand, que estaba entrenando con Lei Kung.
Nu-An habló con Danny diciéndole que debe aprender estrategia porque los mejores artistas marciales pueden ser superados por alguien que pueda anticipar sus movimientos.
Después de dominar muchas habilidades con Lei Kung, Danny Rand apareció ante Nu-An, quien afirma que el entrenamiento que tenía no es suficiente para él. Para obtener el poder del "Puño de Hierro", Danny aceptó la oferta de Nu-An que lo involucraba matando a Shou-Lao.
Junto a los Reyes Dragón, Nu-An le preguntó a Iron Fist si estaba listo para ser desafiado a demostrar que era digno de unirse a la compañía de los inmortales. Junto a los Reyes Dragón, Nu-An supervisó a Iron Fist superar el Desafío de los Muchos. Nu-An le aconsejó a Danny que hiciera una pausa antes de asumir el Desafío del Uno. Iron Fist declaró que estaba listo y terminó enfrentándose a su oponente Shu-Hu. Uno de los Reyes Dragón expresó sus dudas en Iron Fist mientras Nu-An permanecía en silencio mientras Iron Fist lograba derrotar a Shu-Hu. Después de la victoria, Nu-An felicitó a Iron Fist y le ofreció el derecho a elegir entre la inmortalidad o la muerte.
Nu-An llevó a Iron Fist con él al Árbol de la Inmortalidad, donde Nu-An le recuerda la conexión de un día de cada diez años entre K'un-L'un y la Tierra, siendo el día siguiente ese día. Nu-An le dice a Iron Fist que puede comer la fruta del Árbol de la Inmortalidad y vivir entre los habitantes de K'un-L'un o atravesar las puertas de la Tierra, donde no podrá regresar. Aunque Nu-An animó a Iron Fist a comer la fruta, Iron Fist afirma que todavía tiene una cuenta pendiente con Harold Meachum. Al escuchar la elección de Iron Fist, Nu-An cita "Sé más de lo que puedas imaginar Daniel. Porque Wendell Rand no solo era tu padre, era mi hermano". Nu-An estuvo presente cuando Iron Fist partió hacia la Tierra a la mañana siguiente.
Más tarde, Lei Kung usa el gran cristal de Nu-An para observar la batalla de Iron Fist entre Serpiente de Acero que terminó en la aparentemente muerte de Serpiente de Acero. Nu-An ofrece su condolencia a Lei Kung. Nu-An declaró que Iron Fist no tiene planes de hacerse cargo de K'un-L'un.
El Maestro Khan usó el Tigre de Jade para regresar a K'un-L'un con Power Man y Iron Fist en su camino. Cuando Power Man y Iron Fist llegan a K'un-L'un, los arqueros dispararon contra Power Man y Iron Fist hasta que Lei Kung les dijo que se retiraran y le dieran la bienvenida a su antiguo alumno y aliado a la ciudad. Nu-An invitó a Power Man y Iron Fist a cenar donde Nu-An explica las amenazas de duelo de los H'ylthri y los lobos proclamando que Iron Fist los llevaría a la victoria en este momento de necesidad. Iron Fist aceptó esto con la condición de que Nu-An le cuente sobre su padre. Lei Kung convenció a Nu-An de que era hora de contarle sobre su familia. Después de que se contó la historia, Lei Kung mencionó que quizás Wendell había regresado a K'un-L'un para reclamar el trono que le correspondía hasta la muerte de Lord Tuan. Nu-An silenció a Lei Kung y se fue. A la mañana siguiente, Nu-An pronunció un largo discurso a los guerreros de K'un-L'un y les ordenó que lucharan valientemente contra los H'ylthri. Después de la victoria, uno de los agentes de Nu-An golpeó a Iron Fist por detrás y lo ató al Gran Cristal como parte de un sacrificio al Maestro Khan. Nu-An le dijo a Iron Fist que el Maestro Khan era el dios adorado por la gente de K'un-L'un que le proporcionó sacrificios de sangre. Nu-An mencionó que Shou-Lao había sido el recipiente de los sacrificios hasta que Iron Fist lo mató. Mientras Nu-An levanta la espada de sacrificio en preparación para el sacrificio de Iron Fist, Power Man y Lei Kung llegaron para rescatar a Iron Fist. Power Man logró romper la hoja de sacrificio, derribar a Nu-An y liberar a Iron Fist. Cuando Nu-An pidió ayuda al Maestro Khan, el Maestro Khan convocó a un ninja mientras Nu-An ordenó a sus guerreros que atacaran. Power Man y Iron Fist derrotaron a sus enemigos y obligaron al Maestro Khan a abrir un portal que conduce de regreso a la Tierra. Nu-An estaba enojado porque el Maestro Khan dejó que Power Man y Iron Fist regresaran a la Tierra ya que les había prometido su muerte. El Maestro Khan lo silenció diciendo que hablaron de su presunción más tarde. Nu-An estaba indefenso cuando Iron Fist rompió el Gran Cristal que creaba los portales cada diez años entre la Tierra y K'un-L'un.
El Maestro Khan y Nu-An se vieron obligados a huir de K'un-L'un cuando Chiantang asaltó y arrasó la ciudad después de enterarse de la muerte de Shou-Lao.
Cuando Junzo Muto de La Mano secuestró a Misty Knight, Iron Fist llegó a Japón, lo que provocó la transferencia de K'un-L'un a la Tierra. Los Reyes Dragón le dijeron a Nu-An que el entrenador de Junzo Muto, Hiromotsu, había matado a los padres de Junzo. Junzo Muto se enfrentó a Nu-An y los Reyes Dragón diciéndoles que ahora son suyos al mando. Nu-An hizo que los Reyes Dragón se transformaran en un dragón para atacar a Junzo solo para que Hiromatsu lanzara un hechizo que los congelara en su lugar y luego lanzara un hechizo que hizo que los Señores Dragón obedecieran todas las órdenes de Junzo. Por supuesto, Junzo mantuvo vivo a Nu-An ya que le guardaba algunos secretos a K'un-L'un. Iron Fist fue noqueado por uno de los Señores Dragón y arrojado a la celda donde se encuentra Nu-An. Cuando Junzo e Hiromatsu visitaron a Iron Fist y Nu-An en su celda, Nu-An le dijo a Junzo que Hiromatsu fue quien mató a sus padres, lo que provocó que Junzo matara a Hiromatsu y usurpara sus poderes. Iron Fist y Nu-An permanecieron juntos en su celda. Los espíritus de Heather Duncan Rand aparecieron ante Iron Fist diciéndole que recordara que todavía tiene una familia. Aparentemente hablando con el aire, Iron Fist relató sus muertes mientras Iron Fist culpa a Nu-An, quien afirma que la sangre era más espesa que el agua. Cuando Wolverine llegó para liberar a Iron Fist, decidió dejar que Nu-An los acompañara. Wolverine, Iron Fist y Misty Knight protegieron a Nu-An de varios ataques de los asesinos de la Mano. Mientras Wolverine y Misty Knight lucharon contra la Mano, Iron Fist dejó que Nu-An lo empalara con una lanza para que K'un-L'un volviera a su dimensión. Misty Knight luego golpeó a Nu-An cuando K'un-L'un y los Señores Dragón desaparecieron de la Tierra. Los espíritus de Wendell Rand, Heather Duncan Rand y varios otros espíritus de Feng-Tu resucitaron a Iron Fist después de eso.
Hace siglos, como se ve en la historia de Avengers vs. X-Men, Nu-An tuvo un sueño recurrente asociando a una chica pelirroja con el Fénix y un dragón. Más tarde encuentra a una chica pelirroja llamada Fongji en las calles de K'un-L'un y la entrena como Iron Fist. En el presente, mientras Lei Kung lee este relato, Nu-An le dice que esos registros han sido sellados hasta que regrese el Fénix y ahora debe enseñarle a Iron Fist qué hacer. Nu-An pregunta por Leonardo da Vinci para venir a K'un-L'un para ayudar a proteger el mundo contra la llegada del Fénix. Mientras tanto, Fongji se somete a un duro entrenamiento, manifestando finalmente los poderes de Fénix. Nu-An le ordena luchar contra el dragón Shao-Lao según lo establecido por el ritual del Iron Fist. Fongji tiene éxito en su prueba y se convierte en Iron Fist, poco antes de que Da Vinci vea que el Fénix se acerca a la Tierra.

## Poderes y habilidades
Nu-An tiene cierto grado de habilidades de combate, pero muestra habilidades mínimas. Aparentemente, es inmune al envejecimiento debido a que come una fruta del Árbol de la Inmortalidad.

## En otros medios
Yü-Ti (diferencia de ortografía notable) aparece en la segunda temporada de Iron Fist interpretado por James Saito. En un flashback, junto a Lei Kung y Priya ve a Danny Rand y Davos luchar por el derecho a enfrentarse a Shou-Lao. Cuando Danny cambia el rumbo contra Davos e intenta que ceda, Yü-Ti observó cómo Lei Kung detuvo la pelea al declarar que Danny será el que se enfrente a Shao-Lao.